# Pygarctia roseicapitis
Pygarctia roseicapitis är en fjärilsart som beskrevs av Berthold Neumoegen och Dyar 1893. Pygarctia roseicapitis ingår i släktet Pygarctia och familjen björnspinnare. Inga underarter finns listade.